# 亚当·范库弗登
亚当·范库弗登（荷蘭語：Adam van Koeverden，1982年1月29日—），加拿大男子皮划艇运动员。他曾代表加拿大参加2004年、2008年、2012年和2016年夏季奥林匹克运动会皮划艇比赛，获得一枚金牌、二枚银牌和一枚铜牌。